# Callopistria malagasy
Callopistria malagasy är en fjärilsart som beskrevs av Pierre E.L. Viette 1965. Callopistria malagasy ingår i släktet Callopistria och familjen nattflyn. Inga underarter finns listade i Catalogue of Life.